# L'amour propre ne le reste jamais très longtemps
Pour plus de détails, voir Fiche technique et Distribution.
L'amour propre ne le reste jamais très longtemps est un film français réalisé par Martin Veyron, sorti en 1985. Le film est à l'origine une bande dessinée de Martin Veyron parue dans L'Écho des savanes en 1982 ; l'album représente en 1985 100 000 exemplaires vendus.

## Synopsis
La découverte, grâce à Rose, de la "zone G" est un grand moment pour Gautier. Après la révélation de cette nouvelle dimension sexuelle, il cherche à en reproduire les effets en passant de femme en femme...

## Fiche technique
- Titre : L'amour propre ne le reste jamais très longtemps
- Réalisation : Martin Veyron
- Assistant réalisateur : Stéphane Clavier - Christophe Delmas - Catherine Joubé
- Scénario : Martin Veyron, d'après sa bande dessinée L'Amour propre
- Dialogue :
- Production : Les Films 7 - Claude Zidi
- Directeur de production : Pierre Gauchet
- Musique : Jean-Claude Vannier
- Photographie : Denis Lenoir
- Montage : Claudine Bouché assistée d'Anne Saint Macary
- Décors : Jean-Louis Poveda
- Son : René Levert
- Costumes :
- Distribution : AMLF
- Pays de production :  France
- Format :
- Genre : comédie
- Durée : 85 minutes
- Date de sortie :
  - France : 28 août 1985

## Distribution
- Jean-Claude Dauphin : Gauthier
- Jean-Luc Bideau : Roussel
- Nathalie Nell : Rose
- Marianne Basler : Blanche
- Yves Beneyton : Olivier
- Corinne Touzet : Anne-Sophie
- Catherine Alcover : Grégoire, maître-nageur entraînant l'équipe de natation synchronisée
- Michel Bardinet : Le responsable du golf
- Philippe Dehesdin : Le maître d'hôtel
- Jacqueline Duc : La patronne du salon de thé
- Francis Joffo : Le barman du piano-bar
- Bernard Waver : le chauffeur de taxi
- Jacqueline Noëlle : La dame du vestiaire
- Jean-Claude Vannier : Le pianiste
- Vincent Nemeth : un serveur (au générique : Vincent D. Nemeth)
- Pierre Pellerin : le caissier du peep-show
- Béatrice Houplain : Violette
- François Brincourt : le voisin
- Caroline Appéré : la fille du voisin "Lolita"
- Marie-Luc Chevalier : Julia, la fille du piano-bar
- Clarisse Weber : la cliente du piano-bar
- Antoine Mikola : l'intello
- Marina Borges : le travelo dans la voiture
- Dan Franck (non crédité) : un client du café

## Bande originale
Sauf indication contraire ou complémentaire, les informations mentionnées dans cette section proviennent du générique de fin de l'œuvre audiovisuelle présentée ici.
Par Jean-Claude Vannier :
- Le petit singe qui, durée : 2 min 54 s.
- L'amour propre, durée : 3 min 11 s.

Musiques non mentionnées dans le générique
- Le stratagème de Gauthier, durée : 1 min 4 s.
- Générique début, durée : 1 min 30 s.
- Le Tango dans La piscine, durée : 2 min 10 s.
- Rose et Gauthier en automobile (ça discute), durée : 56 s.
- Aux prises Avec un taximan, durée : 1 min 20 s.
- Rose et Gauthier à l'hôtel, durée : 1 min 2 s.
- Rose et Gauthier en automobile (ça discute encore), durée : 2 min 16 s.
- Le cours de natation, durée : 1 min 15 s.
- Rose et Gauthier au salon de thé, durée : 1 min 5 s.
- Ode to Graffenberg, durée : 57 s.
- Rose au téléphone, durée : 40 s.
- Peep-Slow, durée : 1 min 35 s.
- Zoom arrière pour un bébé, durée : 40 s.